# ران ریچ
ران ریچ (انگلیسی: Ron Rich؛ زادهٔ ۱۹۳۸ میلادی) بازیگر اهل ایالات متحده آمریکا است.
از فیلم‌ها یا برنامه‌های تلویزیونی که وی در آن نقش داشته است، می‌توان به آلفرد هیچکاک تقدیم می‌کند، گومر پایل، یو.اس.ام.سی.، مردی از یو.ان.سی.ال.ای.، مأموریت: غیرممکن، غرب وحشی وحشی، شیرینی شانس اشاره کرد.